# Bloemia hieroglyphica
Bloemia hieroglyphica är en insektsart som beskrevs av Naudé 1926. Bloemia hieroglyphica ingår i släktet Bloemia och familjen dvärgstritar. Inga underarter finns listade i Catalogue of Life.